# Miraflores (Boyacá)
Miraflores – miasto w Kolumbii, w departamencie Boyacá.